# Última voluntad y testamento de Adolf Hitler

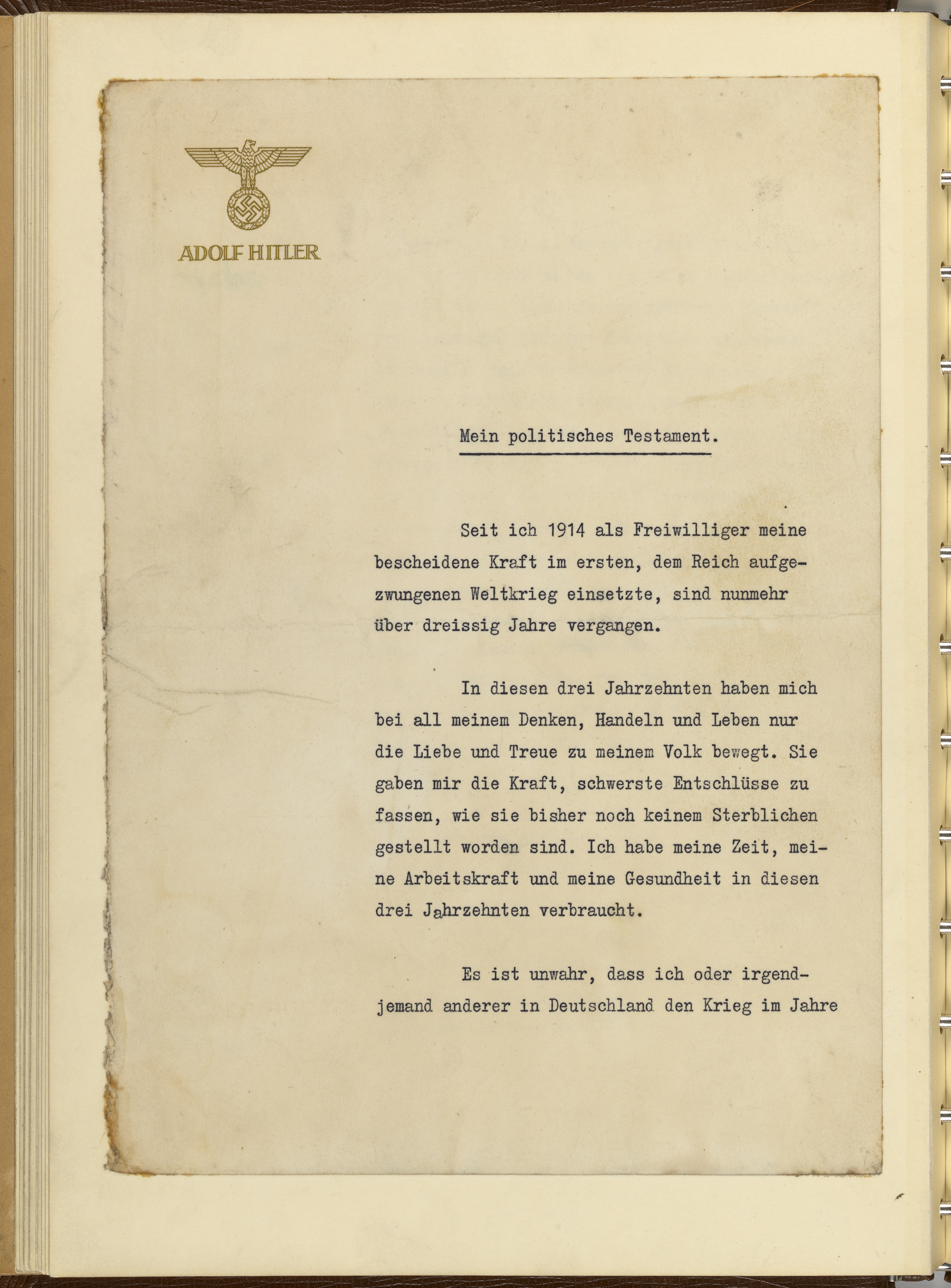
Primera página del testamento político.

El dictado y firma de la última voluntad y testamento de Adolf Hitler fue provocado por un telegrama que Hitler recibió del Reichsmarschall Hermann Göring pidiendo su confirmación como su sucesor, junto con noticias recibidas de que estaba en marcha una negociación de rendición con los aliados por parte de Heinrich Himmler, así como informes de que tropas del Ejército Rojo habían entrado ya en Berlín hasta la proximidad de un bloque o dos del edificio de la Cancillería. El texto fue dictado por Adolf Hitler a su secretaria personal, Traudl Junge, en el Führerbunker  de Berlín el 29 de abril de 1945. El mismo día, Hitler y Eva Braun contrajeron matrimonio en el búnker. Al día siguiente, el 30 abril, cometieron suicidio, sólo dos días antes de la rendición de Berlín frente a los soviéticos, que tuvo lugar el 2 de mayo, y justo una semana antes del fin de Segunda Guerra Mundial en Europa, el 8 de mayo. Consta de dos documentos separados, una última voluntad y un testamento político.

## Última voluntad
La última voluntad es un documento corto, de solo tres páginas, titulado "Testamento privado". Fue firmado el 29 de abril a las cuatro de la madrugada, en el que Hitler:
- Reconoce que ha contraído matrimonio —aunque no nombra a Eva Braun— y que él y su cónyuge optan por la muerte antes de pasar por la desgracia del derrocamiento o la capitulación; indicando que sus cuerpos debían ser cremados.
- Lega su colección de arte a "una galería en mi ciudad natal de Linz en el Danubio."
- Lega los objetos de "valor sentimental o necesario para el mantenimiento de una vida sencilla y modesta" a sus parientes y a sus "fieles co-trabajadores", como su ama de llaves, la señora Anni Winter.
- Lega cualquier objeto de valor al Partido Nacionalsocialista Obrero Alemán.
- Nombra a Martin Bormann como albacea o ejecutor de su última voluntad.

Firman como testigos en la última página: su secretario personal, Martin Bormann, Joseph Goebbels y el coronel Nicolaus von Below.

## Testamento político
El testamento fue firmado al mismo tiempo que su última voluntad a las 04:00 hs del 29 de abril de 1945. La primera parte del testamento habla de sus motivaciones en las tres décadas de su carrera desde que fue voluntario en la Primera Guerra Mundial, repitió su reclamación de que tampoco él "ni cualquiera más en Alemania quiso la guerra en 1939", declaró sus razones para suicidarse, y alabó y expresó su gratitud al pueblo alemán por sus apoyos y logros. También incluido en su primer testamento las declaraciones detallando las reclamaciones que intentaron evitar la guerra con otras naciones y las responsabilidad atribuidas para él a "el judío internacional y su ayudante". Él no quería "abandonar Berlín ... a pesar de que las fuerzas eran demasiado pequeñas para resistir". Hitler expresó su intención de escoger la muerte antes que "caer en las manos de los enemigos" y de ser "un espectáculo organizado por las masas y los judíos" concluye con un llamado para continuar el "sacrificio" y la "lucha". Expresa su esperanza de un renacimiento del movimiento nacionalsocialista con la realización de una "comunidad verdadera entre naciones".
La segunda parte de su testamento contiene las intenciones de Hitler para el gobierno de Alemania y el Partido Nazi para después de su muerte. Expulsa al Reichsmarschall Hermann Göring del partido y reiteró su destitución de todos sus cargos. También anula el decreto de 1941 que nombra a Göring como su sucesor para el caso de su muerte. Para reemplazarle, Hitler nombra Gran Almirante a Karl Dönitz otorgándole la Presidencia del Reich y el Mando Supremo de las Fuerzas Armadas. El Reichsführer-SS y Ministro de Interior Heinrich Himmler era expulsado del partido y destituido de todas sus funciones institucionales por haber intentado negociar la paz con los Aliados occidentales sin el conocimiento de Hitler y sabiendo con toda seguridad que éste nunca lo habría autorizado. Hitler acusó a Göring y Himmler de traicionarlo y generar una "irreparable vergüenza en general a la Nación" por negociar con los Aliados.
Hitler nombró el siguiente como el nuevo Gabinete para dirigir la nación:
- Presidente del Reich (Reichspräsident), ministro de Guerra (Kriegsminister) y Comandante-en-Jefe de la Armada (Oberbefehlshaber der Kriegsmarine): Gran Almirante Karl Dönitz
- Canciller del Reich (Reichskanzler): Joseph Goebbels
- Ministro del Partido (Parteiminister): Martin Bormann
- Ministro de Asuntos Exteriores (Aussenminister): Arthur Seyß-Inquart
- Ministro de Interior (Innenminister): Gauleiter Paul Giesler
- Comandante en Jefe del Ejército (Oberbefehlshaber des Heeres): Mariscal de Campo Ferdinand Schörner
- Comandante en Jefe de la Fuerza Aérea (Oberbefehlshaber der Luftwaffe):  Mariscal de Campo Robert Ritter von Greim
- Reichsführer-SS y Jefe de Policía (Reichsführer-SS und Chef der Deutschen Polizei): Gauleiter Karl Hanke
- Ministro de Economía (Wirtschaft): Walther Funk
- Ministro de Agricultura (Landwirtschaft): Herbert Backe
- Ministro de Justicia (Justiz): Otto Thierack
- Ministro de Cultura (Kultur): Dr. Gustav Adolf Scheel
- Ministro de Propaganda (Propaganda): Dr. Werner Naumann
- Ministro de Finanzas (Finanzen): Johann Ludwig Graf Schwerin von Krosigk
- Ministro de Trabajo (Arbeit): Dr. Theo Hupfauer
- Ministro de Armamento (Rüstung): Karl-Otto Saur
- Director del Frente Alemán del Trabajo y miembro del Gabinete (Leiter der Deutschen Arbeitsfront und Mitglied des Reichskabinetts: Reichsminister) Dr. Robert Ley

Fueron testigos el Dr. Joseph Goebbels, Martin Bormann, el General Wilhelm Burgdorf, y el General Hans Krebs.
En la tarde del 30 abril, un día y un medio después de haber firmado su testamento, Hitler y Eva Braun se suicidaron. Dos días después, Goebbels, Burgdorf y Krebs también lo hicieron. Bormann probablemente murió el 2 de mayo mientras intentaba huir del Ejército soviético en Berlín.

## Autoría
En su libro El Bunker, James O'Donnell, después de comparar el estilo del último testamento de Hitler y las declaraciones de Joseph Goebbels, concluyó que éste fue, al menos en parte, responsable de ayudar a Hitler en su redacción. Junge declaró que Hitler leía unas notas mientras le dictaba el testamento en la medianoche del 29 de abril.

## Historia de los documentos
Tres mensajeros estuvieron asignados para tomar la voluntad y testamento político cuando el Führerbunker fuera sitiado para asegurar su presencia para la posteridad. El primer mensajero era el Jefe de prensa de Hitler, Heinz Lorenz. Este fue arrestado por los británicos mientras viajaba bajo un alias hacia Luxemburgo. Reveló la existencia de dos copias más y de los mensajeros: Willy Johannmeyer, ayudante del ejército de Hitler y el ayudante del Standartenführer Wilhelm Zander. Zander utilizaba el seudónimo "Friedrich Wilhelm Paustin". Estos dos mensajeros fueron aprehendidos en la zona estadounidense de ocupación. Así, todas las copias de los papeles acabaron en manos de los aliados occidentales. Los textos de los documentos fueron publicados ampliamente en la prensa estadounidense y británica en enero de 1946, pero el Secretario Extranjero británico, Ernest Bevin consideró restringir el acceso a estos documentos. Temía que pudieran convertirse en objetos de culto entre los alemanes. Desde entonces eran ya de conocimiento público, sin embargo los estadounidenses no compartieron estas preocupaciones. El testamento de Hitler y su certificado de matrimonio fue presentado al presidente de EE. UU. Harry S. Truman. Una copia fue exhibida públicamente durante varios años en los Archivos Nacionales en Washington.

## Muerte de los testigos
Los cuatro testigos de testamento político murieron poco después. Goebbels y su mujer se suicidaron, al igual que Burgdorf y Krebs en la noche del 1 al 2 de mayo en el búnker. El sitio y el momento exacto de la muerte de Bormann son inciertos; sus restos fueron descubiertos cerca el sitio del búnker en 1972 e identificados por análisis de ADN en 1998. Por tanto, lo más probable es que muriera la misma noche intentando huir del Führerbunker.

## Gobierno provisional del Reich
El gobierno de Flensburgo fue encabezado por el Reichspräsident Karl Dönitz, nombrado por Hitler antes de suicidarse.  Las deposiciones de Albert Speer y Franz Seldte fueron ignoradas (y ambos ministros reincorporados rápidamente). Ni el titular anterior, Joachim von Ribbentrop, ni el designado de Hitler, Seyß-Inquart, ocuparon el cargo de ministro de Asuntos Exteriores. El mensaje le fue dado a Lutz Schwerin von Krosigk, quién después del suicidio de Goebbels fue nombrado ministro principal del Reich (jefe de Gabinete, cargo equivalente al de canciller).